# Río Colana
El río Colana es un curso natural de agua que nace en la cordillera de los Andes y fluye con dirección general sur hasta desembocar en el río San Pedro de Inacaliri, en la Región de Antofagasta. 
(No se debe confundir con la quebrada de Cabana, que se une al río principal aguas arriba del río Colana.: 125 )

## Trayecto
La fuente que da origen al río está situada en la ladera sur del cordón de los volcanes San Pedro y San Pablo, muy cercanos a la frontera internacional de la Región de Antofagasta. Corre hacia el sur por una angosto lecho y encubierto por la vegetación. Antes de su llegada al valle de Inacaliri se infiltraba en el suelo. Actualmente es desviado para su uso como agua potable hacia Chuquicamata.

## Caudal y régimen
La cuenca del San Pedro recibe lluvias de entre 75 y 250 mm por año, que es la fuente de su caudal, haciendo del río un curso de agua de régimen pluvial.: 8 
En un estudio hecho por encargo de la Dirección General de Aguas el año 1996, se estimó el caudal en el río Colana con coeficientes hidrológicos del río San Pedro en Parshall 1 aplicados a la cuenca del río Colana.: 41  Se obtuvo un caudal constante de 0,50 m³/s para todo el año. Los datos obtenidos y la curva de variación estacional correspondiente pueden ser vistos en el artículo citado.: 86 

## Historia
Luis Risopatrón lo describe en su Diccionario Jeográfico de Chile (1924):: 230 
Colana (Río). Nace en los ojos de agua dulce i potable del mismo nombre, que tienen 23,5 °C de temperatura i corre hacia el S en un canalito que en muchas partes tiene solamente unos pocos centímetros de ancho i va a veces oculto por las matas de coirón que adornan sus riberas; el agua se infiltra antes de caer al valle de Inacaliri. Se encuentra leña i pasto en las faldas de la quebrada, incluso la vizcachera, pasto dañino a los animales.

## Población, economía y ecología
Actualmente sus aguas son entubadas antes de sumirse en su lecho y transportadas para su uso doméstico.: 126  Esto ocurre 500 m aguas arriba del poblado de Colana.: 29 